# 우쭌 (1979년)
오존(중국어: 吳尊, 병음: Wú Zūn, 1979년 10월 10일 ~ )은 브루나이 출신 중화민국의 배우 및 가수로, 페이룬하이의 멤버였다.

## 작품 목록
- 화양소년소녀 (2006 ~ 2007)
- 공주소매(公主小妹) (2007)
- 무협양축 검접 (2008년) - 양중산 역
- 개심마법 (2011년)
- 금의위: 14검의 비밀 (2012년)
- 천하칠검 양가장 (2014년)
- 대무생 (2014년)
- 양귀비: 왕조의 여인 (2015년)